# Rally Acrópolis de 2015
El Rally Acrópolis de 2015 fue la 61.ª edición y la novena ronda de la temporada 2015 del Campeonato de Europa de Rally. Se celebró del 9 al 11 de octubre y contó con un itinerario de nueve tramos sobre tierra que sumaban un total de 182,41 km cronometrados.
Una tormenta en el golfo de Corintia provocó la cancelación de los últimos tres tramos. El polaco Kajetanowicz que se había hecho con el liderato en la sexta especial ganaba la prueba por delante de Craig Breen y se proclamaba campeón de Europa a falta de una prueba por celebrarse.

## Itinerario
| Día   | Tramo | Nombre            | Distancia | Ganador               | Tiempo    | Veloc. media | Líder                 |
| ----- | ----- | ----------------- | --------- | --------------------- | --------- | ------------ | --------------------- |
| Día 1 | SS1   | Kineta - Loutraki | 24.33 km  | Kajetan Kajetanowicz  | 19:25.3   | 75.2 km/h    | Kajetan Kajetanowicz  |
| Día 1 | SS2   | Kineta            | 24.33 km  | Lambros Athanassoulas | 18:22.7   | 79.4 km/h    | Lambros Athanassoulas |
| Día 2 | SS3   | Athikia 1         | 17.53 km  | Kajetan Kajetanowicz  | 10:06.5   | 104.1 km/h   | Kajetan Kajetanowicz  |
| Día 2 | SS4   | Klenia Mycenae 1  | 20.67 km  | Craig Breen           | 14:39.7   | 84.6 km/h    | Craig Breen           |
| Día 2 | SS5   | Kefalari 1        | 18.52 km  | Craig Breen           | 16:03.0   | 69.2 km/h    | Craig Breen           |
| Día 2 | SS6   | Ziria             | 17.60 km  | Kajetan Kajetanowicz  | 12:19.3   | 98.9 km/h    | Kajetan Kajetanowicz  |
| Día 2 | SS7   | Athikia 2         | 17.53 km  | Cancelado             | Cancelado | Cancelado    | Kajetan Kajetanowicz  |
| Día 2 | SS8   | Klenia Mycenae 2  | 20.67 km  | Cancelado             | Cancelado | Cancelado    | Kajetan Kajetanowicz  |
| Día 2 | SS9   | Kefalari 2        | 18.52 km  | Cancelado             | Cancelado | Cancelado    | Kajetan Kajetanowicz  |

## Clasificación final
| Pos. | Piloto                | Copiloto                  | Automóvil                | Tiempo    | Diferencia |     |
| ERC  | ERC                   | ERC                       | ERC                      | ERC       | ERC        | ERC |
| ---- | --------------------- | ------------------------- | ------------------------ | --------- | ---------- | --- |
| 1    | Kajetan Kajetanowicz  | Jarosław Baran            | Ford Fiesta R5           | 1:32:11.1 | -          |     |
| 2    | Craig Breen           | Scott Martin              | Peugeot 208 T16          | 1:32:21.1 | +10.0      |     |
| 3    | Lambros Athanassoulas | Nikolaos Zakheos          | Škoda Fabia R5           | 1:32:26.4 | +15.3      |     |
| 4    | Jaromír Tarabus       | Daniel Trunkát            | Škoda Fabia S2000        | 1:35:23.6 | +3:12.5    |     |
| 5    | Dávid Botka           | Péter Szeles              | Mitsubishi Lancer Evo IX | 1:36:05.6 | +3:54.5    |     |
| 6    | Raul Jeets            | Andrus Toom               | Ford Fiesta R5           | 1:36:42.0 | +4:30.9    |     |
| 7    | Dominykas Butvilas    | Kamil Heller              | Subaru Impreza STi N15   | 1:36:51.7 | +4:40.6    |     |
| 8    | Antonín Tlusťák       | Ladislav Kučera           | Škoda Fabia S2000        | 1:40:59.3 | +8:48.2    |     |
| 9    | Petros Panteli        | Constantinos Constantinou | Mitsubishi Lancer Evo X  | 1:43:55.1 | +11:44.0   |     |
| 10   | Jourdan Serderidis    | Frederic Miclotte         | Citroën DS3 R5           | 1:43:56.9 | +11:45.8   |     |